# Kendall-Jackson Wine Estate and Gardens
La Bodega y jardines Kendall-Jackson, en inglés: Kendall-Jackson Wine Estate and Gardens, es una bodega productora de afamados vinos de California y un cuidado jardín botánico con aproximadamente 80 acres (320 000 m²) de extensión, de administración privada en las proximidades de Santa Rosa, California.
A partir de 2010 Kendall-Jackson fue la marca de mayor venta de vino "super-premium" (un término de la industria se refiere a la venta minorista de vinos de más de $ 15 por botella) en los Estados Unidos.
El jardín botánico está integrado por varios jardines temáticos que giran en torno a los varietales vinícolas y las plantas relacionadas que nos evocan en nuestros sentidos del gusto y del olfato al paladear el vino.

## Localización
Se ubica en las proximidades de Santa Rosa, en el valle vitivinícola de Sonoma.
Kendall-Jackson Wine Center 5007 Fulton Road, Fulton, Sonoma county CA 95439 California, United States of America-Estados Unidos de América.
Planos y vistas satelitales.38°29′00″N 122°46′07″O / 38.48333, -122.76861
Las temperaturas en Carlsbad a lo largo del año varían entre 20 y 67.9 °F (12.1 a 20 °C), y el promedio anual de lluvia es de 11.13 pulgadas (283 mm).
La entrada es gratuita y es visitable seis días a la semana de lunes a sábado, desde las 9 a. m. hasta 3 p. m.

## La Bodega

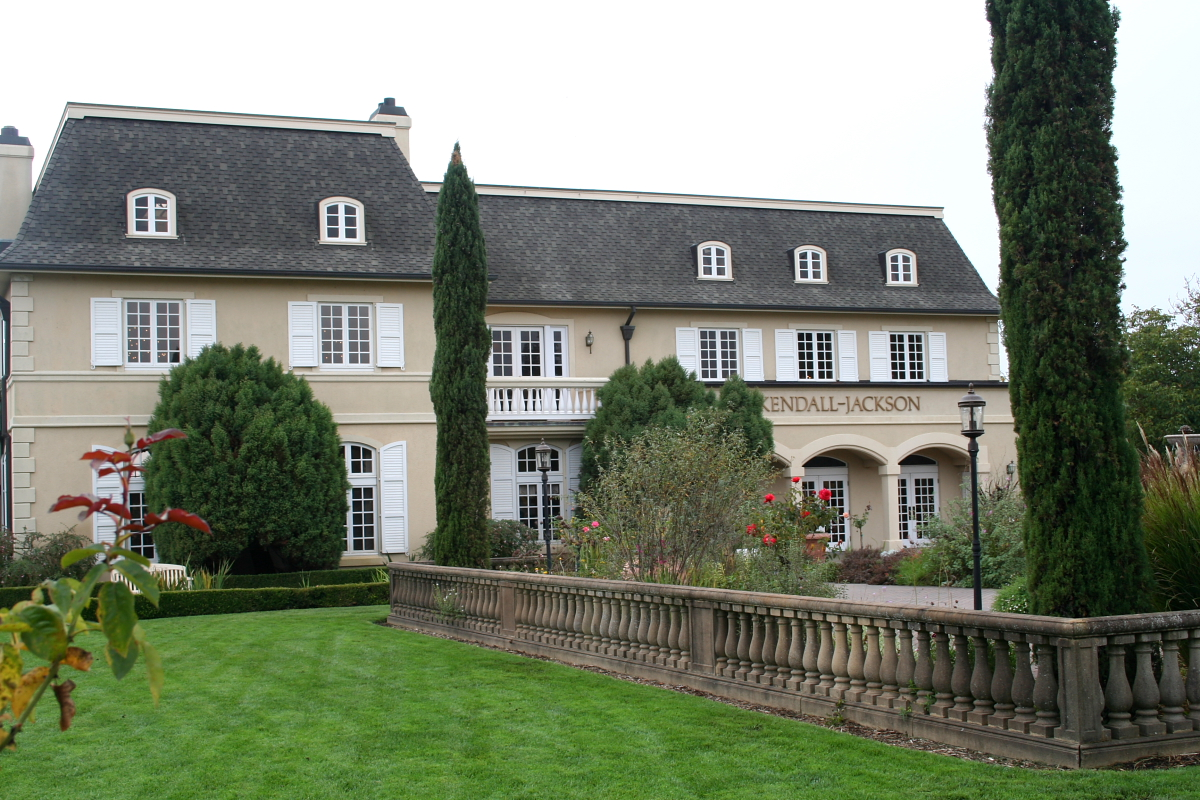
El edificio de Kendall-Jackson Wine Center.

En 1974, el fiscal de San Francisco y propietario de tierras Jess Jackson y su esposa Jane Kendall Wadlow Jackson convierten un huerto de 80 acres (320 000 m²) de cultivo de peras y la nueces en Lakeport a un viñedo y las uvas de vino las venden a las bodegas locales. En 1982, una caída en el mercado de la uva los llevó a producir su propio vino en lugar de vender las uvas, y se estableció la marca "Kendall-Jackson". La etiqueta ahora continúa en la empresa paraguas, Jackson Family Wines, que más tarde creó Jackson.
En la década de 1980, Kendall-Jackson rechazaron la tendencia imperante de la industria del vino de California hacia la etiqueta del vino de un viñedo específico. No tuvo en cuenta el concepto de terroir a favor de la mezcla de vinos de diferentes regiones para lograr las características deseadas del vino. Ellos invirtieron esa dirección a mediados de la década del 2000, junto con un empuje para mejorar su calidad.
Después de retirarse de Hewlett-Packard, Lew Platt fue el CEO de la empresa desde el 2000 a mediados del 2001.
A finales de 2006, la familia Jackson lanzó la "Rocket White Wine Co." en el Valle de Napa para apuntar en las tendencias de la "generación del milenio" de los bebedores de vino.
En abril de 2011 Jess Jackson murió mientras dormía en su casa de Geyserville después de una batalla contra el cáncer. Tenía 81 años. Lo sucedió su hijo político, Don Hartford, que ya desempeñaba cargo como director ejecutivo de la compañía. La empresa dio a conocer un plan de sucesión en marzo, anunciando que el presidente Rick Tigner estaría en transición hacia la posición de CEO (Tigner) apareció en la tercera temporada, el segundo episodio de la serie de televisión de Estados Unidos Undercover Boss. Don Hartford y Barbara Banke se encargará de supervisar los intereses de la familia en el consejo de administración.
Las variedades vinícolas que utilizan en el Vintner's Reserve Chardonnay : Chardonnay, Sauvignon blanc, Riesling, Pinot gris, Pinot noir, Merlot, Syrah, Cabernet Sauvignon, Zinfandel, Meritage, Malbec y Cabernet Franc

## El jardín botánico
- Entry Garden: Blooms of Bressingham (Jardín de la entrada: Floraciones de Bressingham)
- Wine Sensory Gardens (Jardines de los sentidos del vino)[6]
  - Red Wine Sensory Garden, cada rincón del Jardín Sensorial del Vino Tinto representa un varietal de vino tinto o grupo de variedades. Los descriptores se plantan en la esquina y afinidades se plantan hacia el centro. Así con los varietales de uvas Cabernet Sauvignon y Merlot (sus descriptores son Berenjena, judías negras, brócoli, remolacha, achicoria, zanahorias, aceitunas, habas verdes, la salvia, el romero, la albahaca y sus afinidades son Orégano, tabaco, mora, cereza negro, pimiento, grosella negro, menta, eneldo), Pinot Noir (sus descriptores son Arándano, cereza, ciruela, frambuesa, fresa, tomate, violetas, canela y sus afinidades son Higos, calabaza, calabaza, puerros, remolacha, zanahoria, hinojo, cilantro, jengibre), Zinfandel y Syrah (sus descriptores son Pimienta, regaliz, rosas, granada, mora, lavanda, ciruela, grosella negro y sus afinidades son Tomate, la calabaza, el comino, salvia, garbanzos, clavo de olor, azafrán, jengibre, aceitunas negras), Sangiovese y varietales de uva roja italianas (sus descriptores son Rosa, cereza, frambuesa, ciruela roja, cáscara de naranja, tabaco, anís, oliva y sus afinidades son Tomate, ajo, cebolla, achicoria, calabacín, albahaca, alcaravea, pimientos dulces, el perejil, el hinojo, la col roja).
  - White Wine Sensory Cada esquina del Jardín Sensorial del Vino Blanco representa un varietal de vino blanco (o grupo de variedades). Los descriptores se plantan en la esquina y afinidades hacia el centro. Chardonnay (sus descriptores son manzana, limón, melocotón, pera, melón, membrillo, gardenia, vainilla, guayaba, nuez moscada, canela y sus afinidades son Papa, calabaza, calabaza, coco, piña, los nabos, el tomillo, la mostaza, el estragón, anís, maíz, salvia), Sauvignon Blanc (sus descriptores son Melón, higo, pera, pomelo, limón, verde hierba, heno, grosellas, eneldo, oliva y sus afinidades son, Lavanda, romero, eneldo, chiles, rábanos, rábano, cilantro, espinaca, perejil, hierba de limón, acelgas / col rizada), Viognier (sus descriptores son Madreselva, albaricoque, naranja, nectarina, limón, durazno, litchi, maracuyá y sus afinidades, higo, tomillo de limón, la alcachofa de Jerusalén, el cilantro, zanahorias, cebolla dulce, pimientos, maíz, calabaza, pera, mejorana), Riesling, Gewurztraminer, Muscat (estas tres son Varietales Florales siendo sus descriptores Geranio, rosa, madreselva, flor de naranjo, jazmín, pomelo, albaricoque, melocotón, melón, lila, menta, ruibarbo, limón, pera y sus afinidades son Cebollas dulces, pimientos, lavanda, alcaravea, hinojo, caquis, limón, chiles, jengibre, clavo de olor, guisantes, zanahorias)
- Culinary Gardens (Jardines de la cocina)
- Viticultural Garden
- Seasonal Gardens